# Old New Borrowed Blue
Albums de Fairport Convention
Jewel in the Crown
(1995) Who Knows Where the Time Goes?
(1997)
Old New Borrowed Blue est un album du groupe de folk rock britannique Fairport Convention sorti en 1996 sur le label Woodworm Records (en).
Il se compose pour moitié de nouvelles chansons enregistrées en studio et pour moitié de morceaux provenant du concert donné le 30 décembre 1995 au Mill Theatre de Banbury, dans l'Oxfordshire. L'album est entièrement enregistré sans le batteur Dave Mattacks et ne comprend aucun instrument électrique, ce qui explique qu'il soit crédité sur la pochette à Fairport « Acoustic » Convention.
Il s'agit du dernier album de Fairport Convention avec Maartin Allcock, qui quitte le groupe à la fin de l'année.

## Fiche technique

### Chansons
| No  | Titre                                            | Auteur                                       | Durée |
| --- | ------------------------------------------------ | -------------------------------------------- | ----- |
| 1.  | Woodworm Swing                                   | Ric Sanders (en)                             | 3:08  |
| 2.  | Men                                              | Loudon Wainwright III                        | 3:45  |
| 3.  | Aunt Sally Shuffle                               | Dave Pegg                                    | 1:22  |
| 4.  | There Once Was Love / Innstück                   | Paul Metsers / Maartin Allcock               | 4:45  |
| 5.  | Frozen Man                                       | James Taylor                                 | 4:20  |
| 6.  | Mr Sands Is in the Building                      | Maartin Allcock                              | 2:06  |
| 7.  | Lalla Rookh                                      | Chris Leslie (en), Maartin Allcock           | 4:27  |
| 8.  | Foolish You (en concert)                         | Wade Hemsworth (en)                          | 3:34  |
| 9.  | Crazy Man Michael (en concert)                   | Richard Thompson, Dave Swarbrick (en)        | 5:09  |
| 10. | The Widow of Westmorland's Daughter (en concert) | traditionnel arrangé par Fairport Convention | 4:05  |
| 11. | Genesis Hall (en concert)                        | Richard Thompson                             | 4:13  |
| 12. | The Deserter (en concert)                        | John Richards                                | 5:43  |
| 13. | The Swimming Song (en concert)                   | Loudon Wainwright III                        | 3:24  |
| 14. | Struck It Right (en concert)                     | Huw Williams                                 | 4:26  |
| 15. | The Hiring Fair (en concert)                     | Ralph McTell, Dave Mattacks                  | 6:07  |
| 16. | Matty Groves / Dirty Linen (en concert)          | traditionnel arrangé par Fairport Convention | 10:06 |

### Musiciens
- Maartin Allcock : guitare acoustique, accordéon, mandoloncelle, bodhrán, chœurs
- Simon Nicol (en) : chant, guitare acoustique
- Dave Pegg : basse acoustique, mandoline, chœurs
- Ric Sanders (en) : violon

### Équipe de production
- Fairport Convention : production
- Matt Davies : ingénieur du son, mixage
- Mark Tucker : mixage
- Media Desk : pochette
- Clas-Olav Slotte : photographie